# Hugh Banton

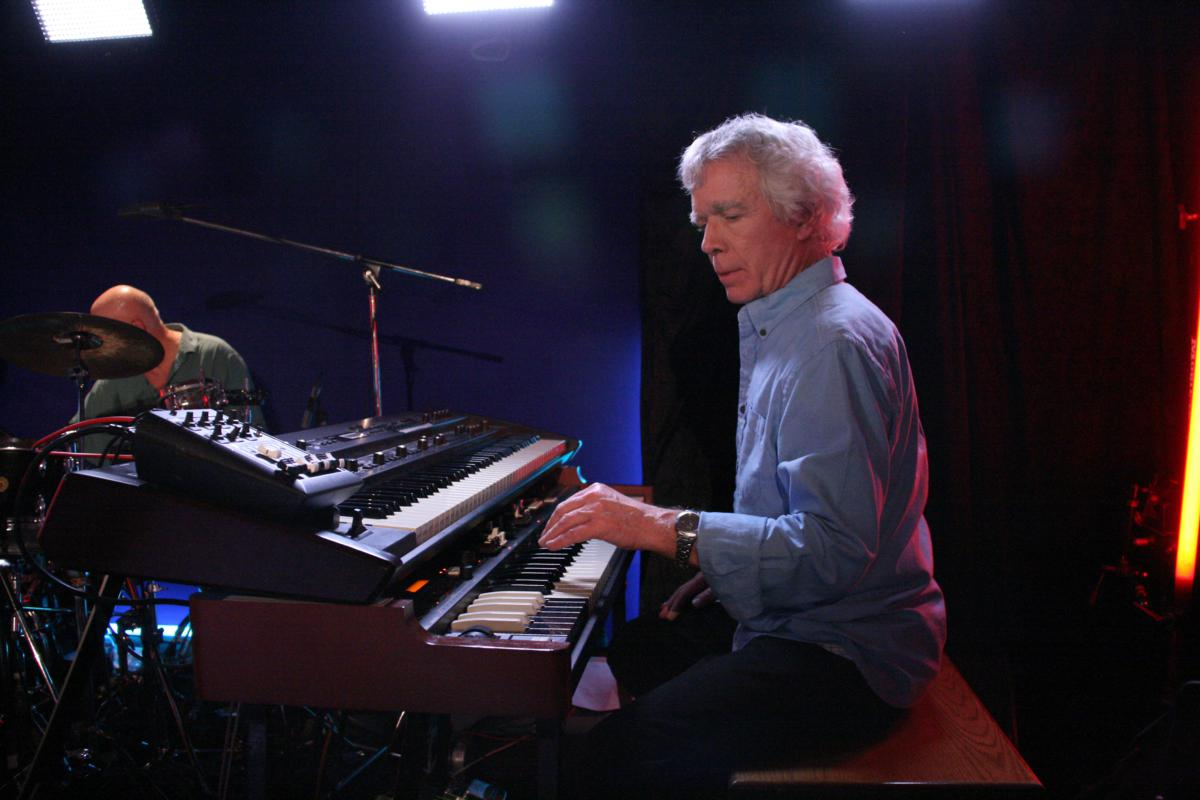
Hugh Banton (2010)

Hugh Banton (* April 1949 in Yeovil, Somerset) ist ein britischer Organist und Digital-Orgelbauer. Bekannt ist er als Mitglied der Artrock-Band Van der Graaf Generator (VdGG).

## Leben
Hugh Robert Bantons musikalische Karriere begann im Alter von vier Jahren mit dem Klavierspiel, bevor er sie in den 1960ern mit dem Studium der klassischen Orgel bei Percy Saunders an der Wakefield Cathedral fortsetzte. Nach der Schule konnte er bei einer Ausbildung zum Fernsehtechniker bei der BBC ein weiteres Hobby – das Interesse an der Elektronik – vertiefen.
1968 wurde er als Organist und Keyboarder Bandmitglied bei Van der Graaf Generator.
1976 beendete er seine Zusammenarbeit mit VdGG und arbeitete bei der Firma Makin Organs Ltd. an der Entwicklung und dem Bau von elektronischen Orgeln – ab 1988 bis zu seinem Ausscheiden 1992 als technischer Direktor.
Im Februar 1992 gründete er seine eigene Firma "The Organ Workshop", mit der er seither elektronische Orgeln baut und installiert. Eine Spezialität ist die Herstellung von Hybridorgeln, bei denen traditionelle, windgeblasene Orgelpfeifen durch digitale Register ergänzt werden.
2005 wurde nach 27-jähriger Pause Van der Graaf Generator in der klassischen Besetzung mit Peter Hammill, David Jackson, Guy Evans und Hugh Banton neu formiert. Seither hat die Band – nach dem Ausscheiden von David Jackson ab 2008 als Trio – mehrere neue Studioalben und Liveaufnahmen veröffentlicht und Konzerte absolviert.
Neben seiner Bandtätigkeit hat Hugh Banton zwei Alben mit klassischer Orgelmusik (Goldberg-Variationen von Johann Sebastian Bach und Die Planeten von Gustav Holst) aufgenommen.

## Diskografie

### Solo
- 1973 – The Long Hello (gemeinsam mit Guy Evans, David Jackson und Nic Potter)
- 1985 – Gentlemen Prefer Blues (gemeinsam mit Guy Evans und David Jackson)
- 2003 – Johann Sebastian Bach – The Goldberg Variations BWV 988
- 2009 – Gustav Holst – The Planets

### Van der Graaf Generator
- 1969 – The Aerosol Grey Machine
- 1970 – The Least We Can Do Is Wave to Each Other
- 1970 – H to He, Who Am the Only One
- 1971 – Pawn Hearts
- 1975 – Godbluff
- 1976 – Still Life
- 1976 – World Record
- 1982 – Time Vaults  (Demos, die zwischen Pawn Hearts und Godbluff entstanden)
- 1994 – Maida Vale. BBC Radio Sessions (Aufnahmen von 1971-75)
- 2000 – The Box (Kompilation)
- 2005 – Present
- 2007 – Real Time (Live-Aufnahmen von 2005)
- 2008 – Trisector
- 2009 – Live At The Paradiso (Live-Aufnahmen von 2007)
- 2011 – A Grounding in Numbers
- 2012 – ALT
- 2016 – Do Not Disturb

### Kollaborationen
- 1971 – Fool's Mate (Album von Peter Hammill)
- 1973 – Chameleon in the Shadow of the Night (Album von Peter Hammill)

- 1974 – The Silent Corner and the Empty Stage (Album von Peter Hammill)
- 1975 – Nadir’s Big Chance (Album von Peter Hammill)
- 1975 – Psi-Fi (Album von Seventh Wave)
- 1985 – Skin (Album von Peter Hammill)
- 1996 – The Corner of My Room (Album von Parallel or 90 Degrees)
- 1997 – Everyone You Hold (Album von Peter Hammill)
- 1997 – The Union Chapel Concert (Album von Guy Evans und Peter Hammill)
- 2000 – Curly's Airships (Album von Chris Judge Smith)
- 2013 – Gridlock (Album von Mr. Averell)